# São Tiago (Minas Gerais)
São Tiago é um município brasileiro do estado de Minas Gerais. Está localizado na mesorregião do Campo das Vertentes, a cerca de 200 quilômetros da capital, Belo Horizonte. Sua população estimada em 2024 era de 11 517 habitantes.
É conhecido como a terra do café com biscoito.

## Geografia
Conforme a classificação geográfica de 2017, do IBGE, São Tiago é um município da Região Geográfica Imediata de São João del-Rei, na Região Geográfica Intermediária de Barbacena.
No que diz respeito à circunscrição eclesiástica, a paróquia de São Tiago Maior e Santana pertence à Diocese de Oliveira.

## História
O povoado, que se transformou no atual município, foi fundado por exploradores espanhóis no ano de 1750. A cidade possui o nome de seu padroeiro, Santiago Maior. Em busca de ouro, os primeiros habitantes  teriam se fixado na região, ao redor de uma capela erigida em homenagem ao santo, na Fazenda das Gamelas. Em 1802, já figurava numa relação de arraiais do termo da Vila de São José. Em 1849, São Tiago se tornou distrito de São João del-Rei, e, mais tarde, de Bom Sucesso. Em 27 de dezembro de 1948, São Tiago tornou-se emancipado político-administrativo se desmembrando de Bom Sucesso.

## Economia
A economia local tem por base a agropecuária e a indústria extrativa de minerais. No setor agrícola produz milho, arroz, café, mandioca, etc. A pecuária está dividida entre a produção leiteira e a recriação de gado para o abate. No setor de mineração, além do minério de ferro, possui reservas de manganês, bauxita e tantalita.
A habilidade para fazer quitutes variados é uma tradição que acompanha a trajetória do município. Por esta razão, mais recentemente a indústria de produção de biscoitos se consolidou e assumiu um papel muito importante na economia local, o que acabou conferindo a São Tiago o título de “Terra do Café-com-Biscoito”.
Existem cerca de setenta fábricas de biscoitos que empregam cerca de 2500 pessoas direta ou indiretamente. A produção é de cerca de 200 toneladas por mês. Destacam-se a torradinha de queijo (confeccionadas em diferentes sabores, tais como alho, cebola, orégano, pimenta, pizza, parmesão) e os biscoitos doces, como as rosquinhas de nata, casadinho, entre outros.

## Distritos e povoados
O município é composto por dois distritos, o da sede, e o da vila de Mercês de Água Limpa (Capelinha). Há também no território do município os seguintes (doze) povoados:
- Capão das Flores
- Fundo da Mata
- Tatu
- Patrimônio
- Chapada
- Córrego Fundo
- Jacaré
- Cajengá
- Germinal
- Povoado dos Melos
- São Pedro da Carapuça (remanescente quilombola)
- Içara (remanescente quilombola)

## Turismo
O município de São Tiago foi incluído pelo Governo de Minas no circuito da Estrada Real, estando bem próximo das cidades históricas de Tiradentes e São João del-Rei, distante cerca de 44 quilômetros desta última.
A "Festa do Café com Biscoito", que acontece na praça Ministro Gabriel Passos, atrai visitantes de diversas localidades e está se consolidando como mais um atrativo da região. Começa na sexta-feira com espetáculos musicais, se prolonga pelo sábado com degustações de produtos nos stands, oficinas e atividades culturais, e termina no domingo, com teatros, apresentações artísticas e musicais. Sempre no segundo final de semana do mês de setembro.
A cidade também possui atrativos naturais: como as cachoeiras da Solidade e do Simplício; o Balneário da Usina; e o Recanto do Rio do Peixe, que dispõe de área gramada, uma prainha de 200 metros de extensão e duchas. 
No que diz respeito às construções religiosas podemos citar a Igreja Matriz de São Tiago em estilo neo-clássico, a Capela do Rosário, e a Capela São Sebastião. As igrejas foram edificadas pelo são-tiaguense, Vigário Monsenhor Francisco Elói de Oliveira, veterano da Força Expedicionária Brasileira que auxiliou as tropas brasileiras na Itália durante a Segunda Guerra Mundial.

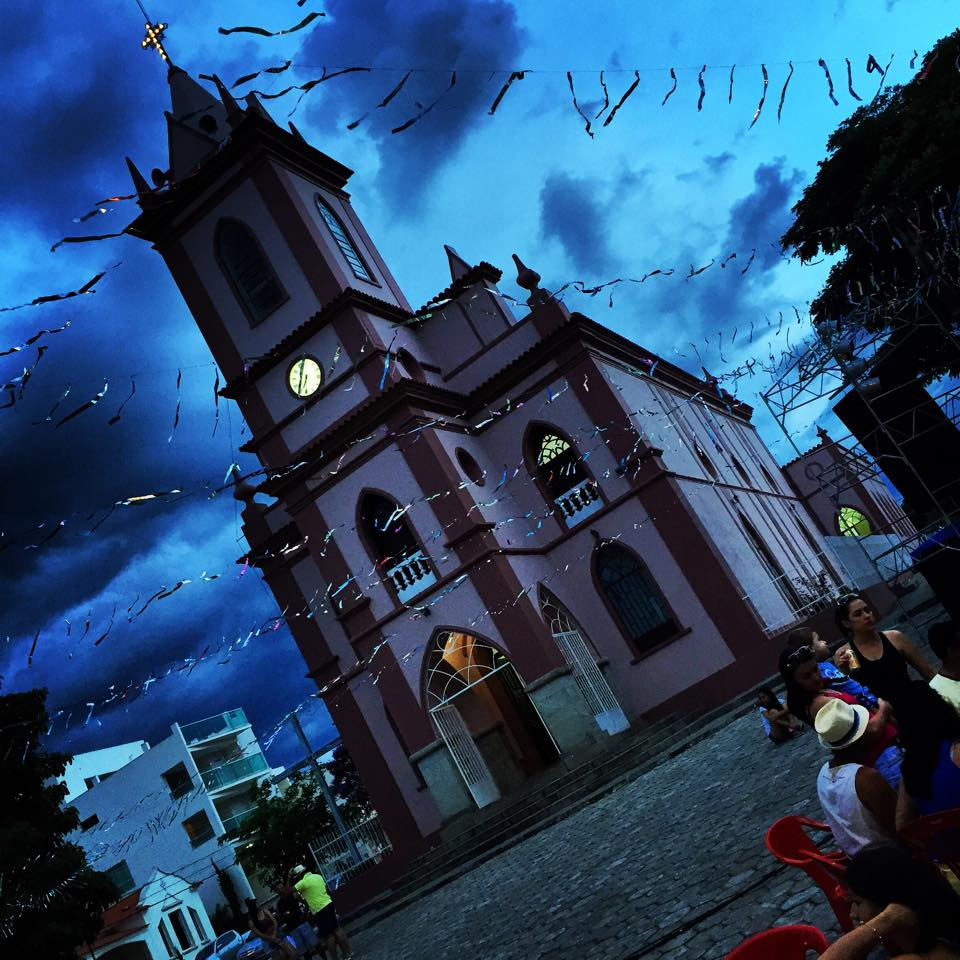
Igreja Matriz.

### Calendário de eventos
- Encontro de folias de reis - Festa de São Sebastião
- Baile de Aleluia: Sábado de Aleluia
- Festa de Santo Antônio;
- Festa do Padroeiro São Tiago Maior: 25 de julho
- Aniversário do Município: 26 de julho
- Confraternização de motociclistas em São Tiago
- Festa do carro de boi
- Festa do Café com Biscoito: segundo final de semana de setembro
- Festa de Nossa Senhora do Rosário
- Baile do Além: último final de semana de outubro
- Baile à Fantasia: 30 de dezembro